# Cirillo VIII Geha
Cirillo VIII, nato Cirillo Geha (Aleppo, 28 novembre 1840 – Alessandria d'Egitto, 10 gennaio 1916), è stato arcieparca di Aleppo e quindicesimo patriarca della Chiesa melchita.

## Biografia
Ordinato prete nel 1865, è stato nominato e consacrato arcieparca di Aleppo il 3 maggio 1885 dal patriarca Gregorio II Youssef-Sayour nel monastero di San Giorgio a Makkin, nei pressi di Beirut.
Alla morte di Pietro IV Geraigiry, fu eletto nuovo patriarca il 29 giugno 1902 e venne confermato dalla Santa Sede il 22 giugno dell'anno seguente.
Nel luglio 1909 Cirillo convocò un sinodo a Ain Traz, seminario melchita nei pressi di Beirut, con l'intento di aggiornare e sviluppare la legislazione disciplinare della Chiesa melchita. Tuttavia, i risultati sinodali non ottennero la conferma da papa Pio X.
Nel 1910, temendo le persecuzioni perpetrate contro i cristiani dagli Ottomani, fuggì in Egitto.
Morì ad Alessandria d'Egitto il 10 gennaio 1916. A causa della guerra in corso, il patriarcato rimase vacante fino al 1919.

## Genealogia episcopale e successione apostolica
La genealogia episcopale è:
- Vescovo Filoteo di Homs
- Patriarca Eutimio III di Chios
- Patriarca Macario III Zaim
- Vescovo Leonzio di Saidnaia
- Patriarca Atanasio III Dabbas
- Vescovo Néophytos Nasri
- Vescovo Efthymios Fadel Maalouly
- Patriarca Cirillo VII Siage, B.S.
- Patriarca Agapio III Matar, B.S.
- Patriarca Massimo III Mazloum
- Patriarca Clemente I Bahous, B.S.
- Patriarca Gregorio II Youssef-Sayour, B.S.
- Patriarca Pietro IV Geraigiry
- Patriarca Cirillo VIII Geha

La successione apostolica è:
- Arcivescovo Pierre-Macarie Saba (1903)
- Patriarca Demetrio I Cadi (1903)
- Arcivescovo Athanase Melèce Onésime Sawoya, B.C. (1905)